# Escrita brami
Brami ou bramanesa (Brāhmī) é um sistema de escrita, desenvolvido no subcontinente indiano, por torno do século III a.C., do qual despontaram grande parte dos alfabetos indianos e outras escritas no Sul e no Sudeste Asiático, pertencentes à chamada família brâmica, como o devanágari, o birmanês, o tâmil ou o tibetano. 
As mais conhecidas inscrições em brami são inscrições sobre rochas dos Éditos de Asoca localizadas no centro-norte da Índia, datando do século III a.C. Esses são tradicionalmente considerados como as mais antigas amostras de escrita brami, embora descobertas mais recentes sugerem que possa haver algo mais antigo. A escrita foi decifrada em 1837 por James Prinsep, um arqueólogo, filólogo e oficial da Companhia Britânica das Índias Orientais Assim como a escrita contemporânea das áreas onde ficam hoje Afeganistão e Paquistão, o Kharoṣṭhī Brāhmī era um abugida. 

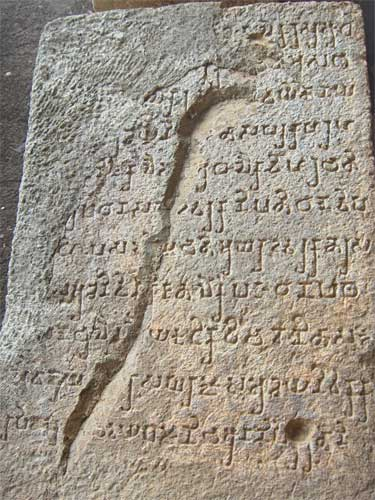
Escrita brami sobre rochas nas Cavernas Kanheri

## Características básicas
A escrita foi inovadora em sua apresentação, com o alfabeto num arranjo em forma com linhas e colunas (a chamada varga) de acordo com a fonética. É algo como uma tabela periódica de Mendeleiev. O sistema varga resultou de séculos de análises feitas por diversas pessoas, num desenvolvimento com conceitos básicos de fonologia que foram descobertos e definidos.

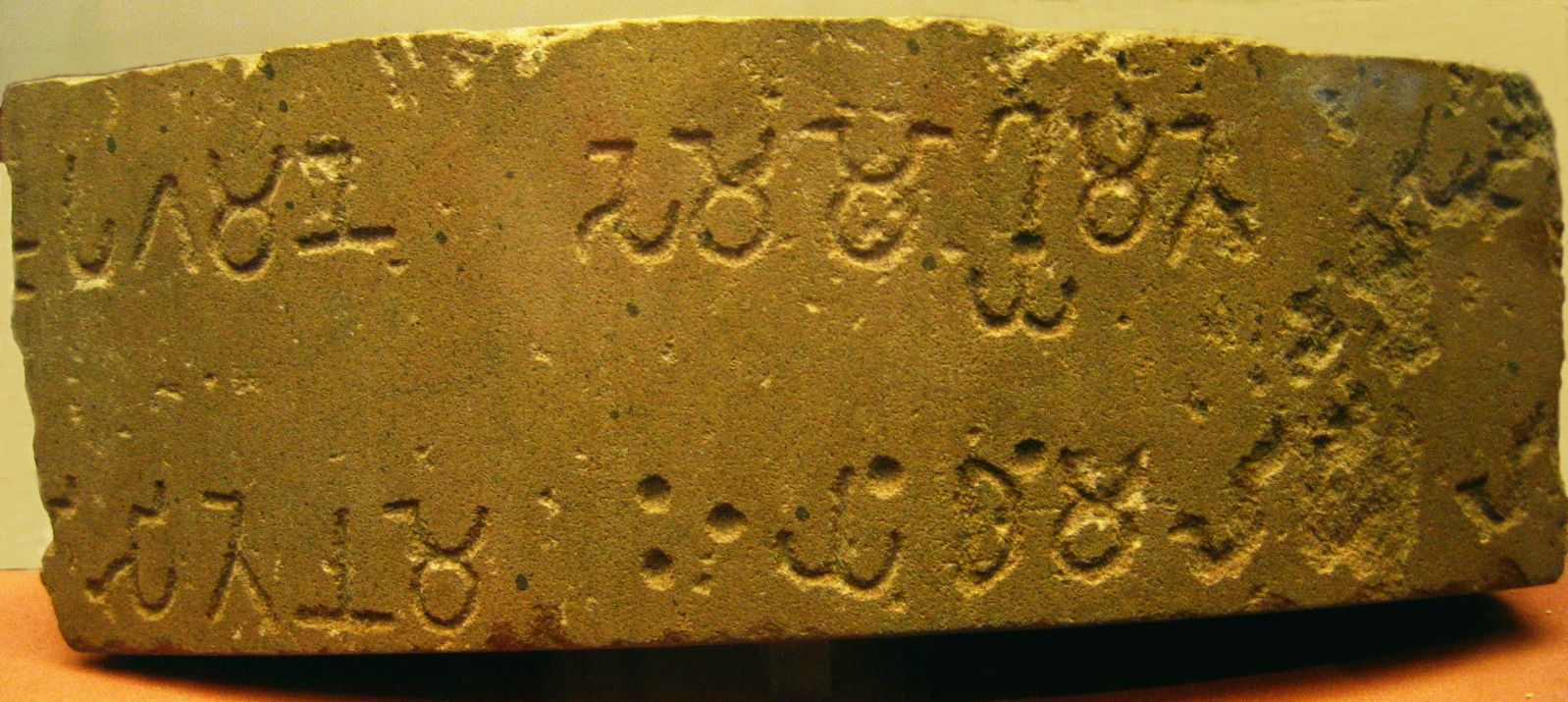
Fragmento do Édito de Asoca – 6° pilar.

Brami foi uma ancestral da maioria das escritas da Ásia Meridional, do Sudeste Asiático, de algumas  da Ásia Central tais como o alfabeto tibetano e aquele da língua saca, Algum, como Gary Ledyard, acreditam que tenha também influenciado o Hangul, escrita do coreano (criada em 1444). A sequência alfabética do brami foi adotada pela escrita japonesa Kana, mesmo que não haja relações entre as suas letras.

## Escrita
São 19 caracteres para vogais e diacríticos; mais 33 para consoantes.
| Grego      | Α     | Β    | Γ     | Δ      | Δ      | Ε  | Υ   | Ζ     | Ζ     | Η    | Θ    | Θ    | Ι    | Κ    | Κ    | Λ      | Μ   | Ν   | Ν   | Ξ      | Ο    | Π  | Π   | Ϻ     | Ϙ    | Ϙ    | Ρ   | Σ   | Τ   | Τ   |
| Fenício    | Aleph | Beth | Gimel | Daleth | Daleth | He | Waw | Zayin | Zayin | Heth | Teth | Teth | Yodh | Kaph | Kaph | Lamedh | Mem | Nun | Nun | Samekh | Ayin | Pe | Pe  | Sadek | Qoph | Qoph | Res | Sin | Taw | Taw |
| Aramaico   |       |      |       |        |        |    |     |       |       |      |      |      |      |      |      |        |     |     |     |        |      |    |     | ,     |      |      |     |     |     |     |
| Brami      |       |      |       |        |        | ?  |     |       |       | ?    |      |      |      |      |      |        |     |     |     |        | ?    |    |     |       |      |      |     |     |     |     |
| Devanagari | अ     | ब    | ग     | ध      | ढ      |    | व   | द     | ड     |      | थ    | ठ    | य    | क    | च    | ल      | म   | न   | ण   | श      |      | प  | फ   | स     | ख    | छ    | र   | ष   | त   | ट   |
| Tâmil      | அ     | ப    | க     | த      | ட      |    | வ   | த     | ட     |      | த    | ட    | ய    | க    | ச    | ல      | ம   | ந   | ண   | ஶ்      |      | ப  | ப   | ஸ     | க    | ச    | ர   | ஷ   | த   | ட   |
| Canada     | ಅ     | ಬ    | ಗ     | ಧ      | ಢ      |    | ವ   | ದ     | ಡ     |      | ಥ    | ಠ    | ಯ    | ಕ    | ಚ    | ಲ      | ಮ   | ನ   | ಣ   | ಶ      |      | ಪ  | ಫ   | ಸ     | ಖ    | ಛ    | ರ   | ಷ   | ತ   | ಟ   |
| IAST       | a     | ba   | ga    | dha    | ḍha    |    | va  | da?   | ḍa?   |      | tha  | ṭha  | ya   | ka   | ca   | la     | ma  | na  | ṇa  | śa*    |      | pa | pha | sa*   | kha  | cha  | ra  | ṣa* | ta  | ṭa  |

* Tanto o fenício, como o aramaico e o brami apresentam três consoantes surdas sibilantes, mas como a sequência alfabética foi perdida, as correspondências entre elas não são claras. 
Não consideradas como consoantes bramis originais,  bh,  gh,  h,  j,  jh,  ny. Brahmi   ng foram um desenvolvimento mais recente.

## Amostra de texto
Transliterado para o alfabeto latino
devānaṁpiye piyadasi lājā hevaṁ āhā ye atikaṁtaṁ
aṁtalaṁ lājāne husa hevaṁ ichisu kathaṁ jane
dhaṁmavaḍhiyā vāḍheya nocujane anulupāyā dhaṁmavaḍhiyā
vaḍhithā etaṁ devānaṁpiye piyadasi lājā hevaṁ āhā esame
huthā atākaṁtaṁ ca aṁtalaṁ hevaṁ ichisu lājāne katha jane 
Português
Assim falou o Rei Devanampia Piadasi: "Reis dos tempos antigos foram para o paraíso sob alguns fortes desejos. Como então entre a raça humana pode a religião ser ampliada (crescer em graça)? Sim! Através da conversão dos nascidos na humildade deve a religião crescer."